# رامون سيتشيني
رامون سيتشيني هو لاعب كرة قدم سويسري في مركز الوسط، ولد في 30 أغسطس 1990 في فينترتور في سويسرا. لعب مع نادي بازل ونادي غراسهوبر زيوريخ ونادي فادوتس ونادي فينترتور.

## وصلات خارجية
- رامون سيتشيني على موقع الاتحاد الأوربي (الإنجليزية)
- رامون سيتشيني على موقع قاعدة بيانات كرة القدم.إي يو (الإنجليزية)
- رامون سيتشيني على موقع Soccerway.com (الإنجليزية)
- رامون سيتشيني على موقع عالم كرة القدم.نت (الإنجليزية)